# Aurel Cărășel
Aurel Cărășel (n. 15 martie 1959, Craiova) este un profesor, ziarist și scriitor român.

## Biografie
Aurel Cărășel a absolvit Facultatea de Filologie din Craiova în 1984 și Facultatea de Jurnalistică și Științele Comunicării din București în 1994. 
În științifico-fantastic s-a implicat din anul 1980. Aurel Cărășel a condus cenaclurile „Henri Coandă“ și Asociația Creatorilor de SF ambele din Craiova și „Atlantis-Club“ din Cernavodă.
În vara anului 1989, împreună cu Alexandru Mironov și Sorin Repanovici, fondează tabăra de vară Atlantykron.
A lucrat ca redactor la mai multe publicații științifico-fantastice. Aurel Cărășel a condus timp de trei ani revista CPSF. A debutat în 1981, în Știință și Tehnică, cu povestirea „Stelara Fata Morgana“. 
A publicat povestiri în Anticipația, Jurnalul SF, Curierul Național, Convorbiri Literare, Star Trafic SF, Magazin, Strict Secret, Almanahul Ramuri, Almanahul Rebus sau în Almanahul Anticipația; fiind prezent și în unele antologii ca um ar fi Cronici microelectronice, Avertisment pentru liniștea planetei, „β” - Antologie de literatură fantastică și SF (1996), Călătorii în timp, Antologia science-fiction Nemira '95. 
Ca traducător a tradus unele lucrări ale lui Murray Leinster (Planeta uitată), Robert Silverberg sau David Brin (Războiul elitelor).
Din 2016 a editat și a publicat povestiri în câteva antologii denumite Galaxia sudică publicate în Colecția SFFH a Editurii Tritonic.

## Lucrări și premii
- Vânătoare de noapte (ca Harry T. Francis, roman, 1995 și 2011)
- Războinicii curcubeului (colecție de povestiri, 1996)
- La capătul spațiului (roman, 1997) (a primit Premiul pentru roman al Editurii Nemira)
- Lumile Curcubeului (roman, 1999) (a primit Premiul pentru roman al Editurii Nemira)
- Dumnezeule de dincolo de burta universului (roman, 2011)
- Feralis cena (povestire scurtă, 2011)
- Marginea curcubeului[nefuncțională]
 (foileton, 2013)
- „Migrația” (2014) în Xenos. Contact între civilizații

- Seria Galaxia sudică (editor, autor) (2016)[10]

- Seria de romane Creație de Tranzitare[11]. Hard science-fiction despre cucerirea satelitului artificial al Pământului, Luna.[12]

1. Bacteria Nemuririi (2017)
2. Cârligul spațial (2018)
3. Poarta mântuirii (2019)

În 1999 a primit Premiul de încurajare al European Science Fiction Society.

### Non-ficțiune
- OZN – Trecut, prezent, viitor (1995, cu Dan N. Mihăilescu)
- Mic Dicționar de autori SF (1996)
- O istorie tematică a literaturii SF (2006)

## Legăturiexterne
- Aurel Cărășel la Nemira.ro
- Aurel Carasel, scriitor – interviu de Cristian Tamas, SRSFF.ro

## Vezi și
- 1959 în științifico-fantastic#Nașteri